# Anita Page

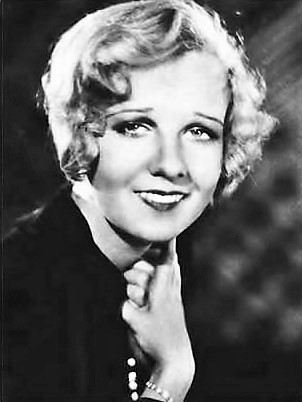
Anita Page, 1930.

Anita Page (născută Anita Evelyn Pomares; n. 4 august 1910, Flushing⁠(d), Queens, New York, SUA – d. 6 septembrie 2008, Van Nuys⁠(d), California, SUA) a fost o actriță de film și cântăreață americană, una dintre legendele filmului mut.

## Filmografie
- 1925 A Kiss for Cinderella
- 1926 Love 'Em and Leave 'Em
- 1927 Beach Nuts (scurtmetraj)
- 1928 Telling the World - Chrystal Malone
- 1928 Our Dancing Daughters - Ann 'Annikins'
- 1928 While the City Sleeps - Myrtle
- 1928 West of Zanzibar - Bit role
- 1929 The Flying Fleet - Anita Hastings
- 1929 The Broadway Melody - Queenie Mahoney - Alternative title: The Broadway Melody of 1929
- 1929 Our Modern Maidens - Kentucky Strafford
- 1929 Speedway - Patricia
- 1929 Navy Blues - Alice "Allie" Brown
- 1930 Great Day
- 1930 Free and Easy - Elvira Plunkett - Alternative title: Easy Go
- 1930 Caught Short - Genevieve Jones
- 1930 Our Blushing Brides - Connie Blair
- 1930 The Little Accident - Isabel
- 1930 War Nurse - Joy Meadows
- 1931 The Voice of Hollywood No. 7 (Second Series)
- 1931 Reducing - Vivian Truffle
- 1931 The Easiest Way - Peg Murdock Feliki
- 1931 Gentleman's Fate - Ruth Corrigan
- 1931 Sidewalks of New York - Margie Kelly
- 1931 Under Eighteen - Sophie
- 1932 Are You Listening? - Sally O'Neil
- 1932 Night Court - Mary Thomas - Alternative title: Justice for Sale
- 1932 Skyscraper Souls - Jenny LeGrande
- 1932 Prosperity - Helen Praskins Warren
- 1933 Jungle Bride - Doris Evans
- 1933 Soldiers of the Storm - Natalie
- 1933 The Big Cage - Lilian Langley
- 1933 I Have Lived - Jean St. Clair - Alternative titles: After Midnight Love Life
- 1936 Hitch Hike to Heaven - Claudia Revelle Alternative title: Footlights and Shadows
- 1961 The Runaway - Nun
- 1996 Sunset After Dark
- 2000 Witchcraft XI: Sisters in Blood - Sister Seraphina Direct-to-DVD release
- 2002 The Crawling Brain - Grandma Anita Kroger Direct-to-DVD release 2004 Socialite Socialite
- 2009 Frankenstein Rising - Elizabeth Frankenstein Released (postum)
- 2016 Doctor Stein - Elizabeth Stein Released (postum)